# Dyspepsie
 Mise en garde médicale
La dyspepsie correspond à un ensemble de symptômes de douleur ou de malaise épigastrique (région supérieure de l’abdomen) dont l’origine se situerait au niveau de l'estomac ou des structures proches.
Ces troubles sont fréquents, chroniques ou ponctuels ; ils peuvent avoir des causes variées, organiques ou fonctionnelles. Des problèmes infectieux, ou de malformation (du système cardia/pylore par exemple) peuvent être en cause, ainsi que des déséquilibres hormonaux (impliquant par exemple la mélatonine,).

## Épidémiologie, prévalence
La prévalence de la dyspepsie chez l'adulte est comprise entre 20 et 40 %.

## Classification simple des dyspepsies
On peut décrire cinq grands types de dyspepsie :
1. les dyspepsies par « petits estomacs » : le patient a faim, mais est vite rassasié ; il ressent une impression de plénitude (ou de poids) gastrique post-prandiale (après la prise de nourriture) ;
2. les « dyspepsies borboriques » : ballonnement post-prandial important, éructations fréquentes, déglutitions d'air fréquentes, augmentées par l'anxiété ;
3. les « dyspepsies par reflux gastro-œsophagien » : brûlure rétrosternale notamment lorsque le patient se penche en avant, qu'il a mangé plus que de coutume, quand il se repose à plat ;
4. les « dyspepsies par ulcérations » gastriques, ou ulcères (notamment la douleur épigastrique qui réveille la nuit), soulagée par l'alimentation et très bien localisée ;
5. les « dyspepsies par troubles de la mobilité intestinale » : distension abdominale, satiété rapide, « poids » ou plénitude gastrique, intolérances alimentaires multiples, douleur diffuse, nausées fréquentes, pouvant s'associer à un syndrome d'intestin irritable.

## Examens complémentaires
La distinction entre une dyspepsie organique et une dyspepsie fonctionnelle repose sur la fibroscopie œsogastrique. L'examen n'est cependant pas proposé systématiquement si les symptômes sont anciens, sans critère de gravité, et répondent à un traitement médical. La dyspepsie fonctionnelle est classée parmi les troubles fonctionnels gastro-intestinaux.

## Traitement
La prescription d'un médicament faisant baisser l'acidité de l'estomac ou bien de siméticone est recommandée en l'absence d'Helicobacter Pylori et d'autres maladies.
Il existe l'amylodiastase disponible en pharmacie à raison de 3 à 4 comprimés à croquer après le repas ou au moment des troubles, ceci étant un traitement d'appoint. La Haute autorité de santé publie un avis sur l'amylodiastase en 2005 concluant que ce traitement est inefficace et n'a plus aucune place dans la prise en charge dans le traitement de la dyspepsie.
Il est possible de réduire les symptômes de la dyspepsie par des exercices dont, entre autres, des éructations répétées.
Selon un essai randomisé, en double aveugle et contrôlé par placebo, le curcuma longa Linn peut améliorer les symptômes dyspeptiques, améliorer la qualité de vie et procurer une satisfaction équivalente à l'oméprazole dans le traitement de la dyspepsie fonctionnelle, les inhibiteurs de la pompe à Proton et les Anti-H2
Une méta-analyse de 2021 a conclu que les remèdes à base de plantes, comme la menthacarine (une combinaison d'huiles de menthe poivrée et de carvi), le gingembre, l'artichaut, la réglisse et le jollab (une combinaison d'eau de rose, de safran et de sucre candi), peuvent être aussi bénéfiques que les thérapies conventionnelles lors du traitement des symptômes de la dyspepsie.
Une méta-analyse suggère que des interventions pseudo-médicales du type acupuncture pourraient améliorer les symptômes des personnes souffrant de dyspepsie sans causes sous-jacente identifiables. Néanmoins, les études contrôlées sur lesquelles se fonde cette méta-analyse ne sont pas réalisées en double-aveugle (ibid., section 3.2. "Risk of Bias"), ce qui rend en fait le risque de biais élevé et aurait dû amener les auteurs de la méta-analyse à classifier le niveau de preuve de ces études comme étant très limité.

### Origine du Pepsi-Cola
C'est de la dyspepsie que provient le nom  Pepsi-Cola, qui était à l'origine un médicament destiné à lutter contre les problèmes de digestion.